# Morjärvträsket
Morjärvträsket är en sjö i Kalix kommun i Norrbotten och ingår i Kalixälvens huvudavrinningsområde. Sjön har en area på 8,74 kvadratkilometer och ligger 27 meter över havet. Morjärvträsket ligger i Torne och Kalix älvsystem Natura 2000-område. Sjön avvattnas av vattendraget Kalixälven (Kaitumälven).

## Delavrinningsområde
Morjärvträsket ingår i det delavrinningsområde (734950-181358) som SMHI kallar för Utloppet av Morjärvsträsket. Medelhöjden är 42 meter över havet och ytan är 27,75 kvadratkilometer. Räknas de 998 avrinningsområdena uppströms in blir den ackumulerade arean 17 662,93 kvadratkilometer. Avrinningsområdets utflöde Kalixälven (Kaitumälven) mynnar i havet. Avrinningsområdet består mestadels av skog (49 procent) och öppen mark (11 procent). Avrinningsområdet har 8,68 kvadratkilometer vattenytor vilket ger det en sjöprocent på 31,3 procent.